# ضحية حب (فلم)
ضحية حب فيلم مصري من إنتاج 1988 بطولة فايزة كمال ، لبلبة،عبدالمنعم مدبولي ،إخراج،نبوي عجلان.

## قصة الفيلم
قصة حب بين شاب وفتاة، ولأنها من عائلة غنية فيرفض والدها أن يزوجها له فهو فقير ولكنها تتزوجه على الرغم من عدم رضاء أبيها ويتفقان على السفر معًا ولكن يوم السفر لم تجد جواز سفرها فيتركها زوجها، ويغادر وتواجه هى مصيرها البائس.

## فريق عمل تمثيل
| - لبلبة - عبد المنعم مدبولي - حسن السبكي - أحمد خليل - فايزة كمال: سلوى - محمود مسعود: حسام | - سماح أنور: سماح الاسكندرانية - وسام حمدي: طفل - حسنين عبد المنعم - أحمد خميس: شوكت - صبري عبد الفتاح - صبري عبد المنعم | - عبدالسلام محمد: مرسي - نعمات عبد الناصر - فاروق حافظ - أمل عباس - نجوى أبو العلا - سمير ربيع | - هشام شلبي: طفل - غازي تيسير: طفل - شادي أحمد: طفل - أحمد عزت: طفل - ماهر عصام: طفل - سيد مصطفى |

## طقم عمل
- نبوي عجلان: مخرج
- محمد عسر: مؤلف
- حسين تيسير : منتج
- مختار السيد : ألحان وموسيقى تصويرية
- محمد ابراهيم : مونتير

1. ↑  فيلم - ضحية حب - 1988 طاقم العمل، فيديو، الإعلان، صور، النقد الفني، مواعيد العرض، مؤرشف من الأصل في 2023-01-08، اطلع عليه بتاريخ 2023-01-08
2. ↑  إحصائيات: فيلم - ضحية حب - 1988، مؤرشف من الأصل في 2023-01-08، اطلع عليه بتاريخ 2023-01-08
3. ↑  "فيلم ضحية حب - فيديو Dailymotion". Dailymotion (بالإنجليزية). 31 Dec 2018. Archived from the original on 2023-01-08. Retrieved 2023-01-08.
4. ↑  طاقم العمل: فيلم - ضحية حب - 1988، مؤرشف من الأصل في 2023-01-08، اطلع عليه بتاريخ 2023-01-08

## وصلات خارجية
- مقالات تستعمل روابط فنية بلا صلة مع ويكي بيانات
- ضحية حب على موقع الدهليز